# Emérico Hirschl

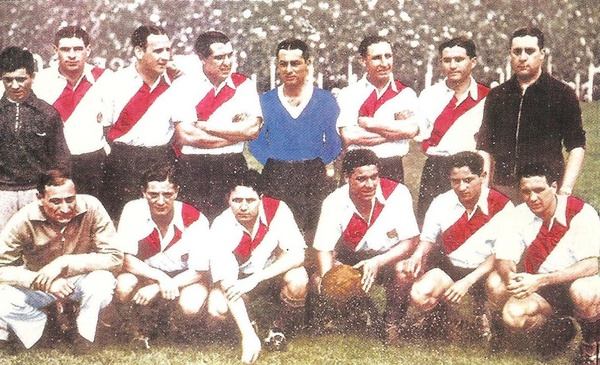
Hirschl (ag. iz.) con el River Plate, campeón argentino de 1936

Imre o Emérico Hirschl (11 de junio de 1900 - 23 de septiembre de 1973) fue un entrenador de fútbol húngaro. Fue el primer entrenador de fútbol extranjero en dirigir a un club argentino y uruguayo, lo apodaban «El Mago».

## Trayectoria
En 1932 desembarcó en el Club de Gimnasia y Esgrima La Plata, transformándose así en el primer director técnico extranjero del fútbol profesional argentino. Al año siguiente, Gimnasia y Esgrima La Plata consiguió una destacada actuación en el torneo, recordada por todos como el Expreso del 33. Esta buena campaña atrajo la atención de los dirigentes del Club Atlético River Plate, donde pasó a dirigir entre los años 1935 a 1937, consagrandosé campeón en 1936 y 1937. Además, promovió varios jugadores de las inferiores del club, como José Manuel Moreno.
En 1938 volvió al Gimnasia y Esgrima La Plata y en 1939 pasó a dirigir al Club Rosario Central, siendo el primer técnico de Rosario Central en Primera División. En el club rosarino permaneció dos temporadas en las que dirigió al equipo en 68 partidos (25 ganados, 10 empatados y 33 perdidos). En 1941 lo contrató otro club de los denominados grandes del fútbol argentino, San Lorenzo de Almagro. Su trayectoria en el fútbol argentino se interrumpió poco después al implicarse en un caso de soborno por el cual recibió una severa sanción por parte del Tribunal de Penas de la Asociación del Fútbol Argentino. 
Para el Campeonato Uruguayo de 1949, fue contratado por Club Atlético Peñarol. A la delantera de ese conjunto se le llamaba por entonces La Escuadrilla de la muerte. Esta delantera estaba formada por: Alcides Ghiggia, Juan Eduardo Hohberg, Óscar Míguez, y Juan Alberto Schiaffino. Peñarol debutó el 21 de agosto ante Liverpool, al que venció por 5 a 0 con tres goles de Míguez, uno de Schiaffino y otro de Romero en contra. En la segunda fecha, el 27 de agosto, ante Central, ganó por 5 a 2 con dos goles de Míguez, uno de Vidal, otro de Hohberg y el otro de Alcides Ghiggia. Luego de sucesivas victorias ante River Plate (3:0), Danubio (3:1), Defensor (6:1), Wanderers (6:0), Cerro (5:3) y Nacional (2:0). Perdió sus primeros puntos en el campeonato ante Rampla Juniors el 15 de octubre, con el que empató 2 a 2 con un gol de Hohberg y otro de Schiaffino. Entre las victorias consecutivas de Peñarol, se destaca la victoria 2 a 0 ante Nacional, que los hinchas de peñarol han bautizado como El clásico de la fuga y los de Nacional como El clásico del robo del juez. Luego, el 5 de noviembre, Peñarol venció a Central por 5 a 0 con dos goles de Míguez, uno de Ghiggia, otro de Vidal y el último de Schaffino. Después derrotó a River Plate (2:1), Danubio (2:1), Defensor (3:1) y empató con Wanderers (1:1). En la antepenúltima fecha, venció a Cerro 3 a 1 con goles de Hohberg, Vidal e Iesso. En el siguiente partido, el clásico, superó a Nacional por 4 a 3 el 17 de diciembre con dos goles de Míguez y dos de Hohberg. En la última fecha, el 22 de diciembre ante Rampla Juniors, se impuso por 3 a 0. El partido no finalizó, porque a los 53 minutos Rampla quedó sin el número reglamentario de jugadores. Así, Peñarol se consagró campeón del Campeonato Uruguayo de Primera División 1949. En este año, Peñarol jugó en total 33 partidos, de los cuales ganó 29, empató 3 y perdió solamente 1, convirtiendo 118 goles y recibiendo 34. Jugó 9 partidos por la Copa Competencia, y ganó los nueve convirtiendo 35 goles y recibiendo sólo 9. Por el Campeonato Uruguayo jugó 18, de los cuales ganó 16 y empató 2, convirtiendo 62 goles y recibiendo 17. También jugó 4 partidos amistosos, que los ganó todos convirtiendo 19 goles, y 2 partidos internacionales, empató uno y perdió el otro (el único partido que perdió en el año). Sin embargo, tras el segundo lugar obtenido en el Campeonato Uruguayo 1950, nadie podía entender cómo Peñarol no había sido campeón cuando tenía la base del equipo Campeón del Mundo en el Maracaná. Por esta razón, el presidente de Peñarol, Eduardo Alliaume, llamó a un plebiscito para decidir, a favor o en contra de la renovación del contrato del técnico. El veredicto fue positivo. Para el año 1951, Peñarol contrató a dos jugadores argentinos: Héctor Uzal y Manuel Romay. El técnico confirmó como titular a un joven proveniente de Pan de Azúcar: Julio Cesar Abbadie. En este año, Peñarol recuperó el título de Campeón Uruguayo. Su paso por Peñarol fue bien recordado por los seguidores del "manya", club al que Hirschl volvió en 1956.
En 1961 fue nuevamente convocado a dirigir a River Plate, por iniciativa de Antonio Vespucio Liberti, Presidente de la entidad millonaria, quién también la había encabezado en el exitoso ciclo de Hirschl en los años 1930. Sin embargo, una campaña periodística desarrollada por la prestigiosa revista deportiva El Gráfico, en la persona de su director Dante Panzeri, recordando que el director Técnico había sido sancionado por su participación en un intento de soborno a un futbolista 20 años atrás terminó con la renuncia de Hirschl antes del comienzo del campeonato de ese año.

## Clubes

### Como jugador
| Club                | País    | Año            |
| ------------------- | ------- | -------------- |
| Húsos FC (Budapest) | Hungría | década de 1920 |

### Clubes como entrenador
| Club                  | País      | Año            |
| --------------------- | --------- | -------------- |
| Palestra Itália       | Brasil    | 1929           |
| Gimnasia y Esgrima LP | Argentina | 1932-1934      |
| River Plate           | Argentina | 1935-1937      |
| Gimnasia y Esgrima LP | Argentina | 1938           |
| Rosario Central       | Argentina | 1939-1940      |
| San Lorenzo           | Argentina | 1941           |
| Banfield              | Argentina | 1943           |
| San Lorenzo           | Argentina | 1944           |
| Cruzeiro-RS           | Brasil    | 1945           |
| Sporting Tabaco       | Perú      | 1948           |
| Peñarol               | Uruguay   | 1949-1951/1956 |
| River Plate           | Argentina | 1961           |

## Palmarés

#### Campeonatos nacionales
| Título              | Club        | País      | Año      |
| ------------------- | ----------- | --------- | -------- |
| Primera División    | River Plate | Argentina | CC-1936  |
| Copa de Oro         | River Plate | Argentina | CdO-1936 |
| Primera División    | River Plate | Argentina | 1937     |
| Copa Ibarguren      | River Plate | Argentina | 1937     |
| Campeonato Uruguayo | Peñarol     | Uruguay   | 1949     |
| Campeonato Uruguayo | Peñarol     | Uruguay   | 1951     |

#### Copas internacionales
| Título     | Equipo      | País      | Año  |
| ---------- | ----------- | --------- | ---- |
| Copa Aldao | River Plate | Argentina | 1936 |
| Copa Aldao | River Plate | Argentina | 1937 |